# Rexam

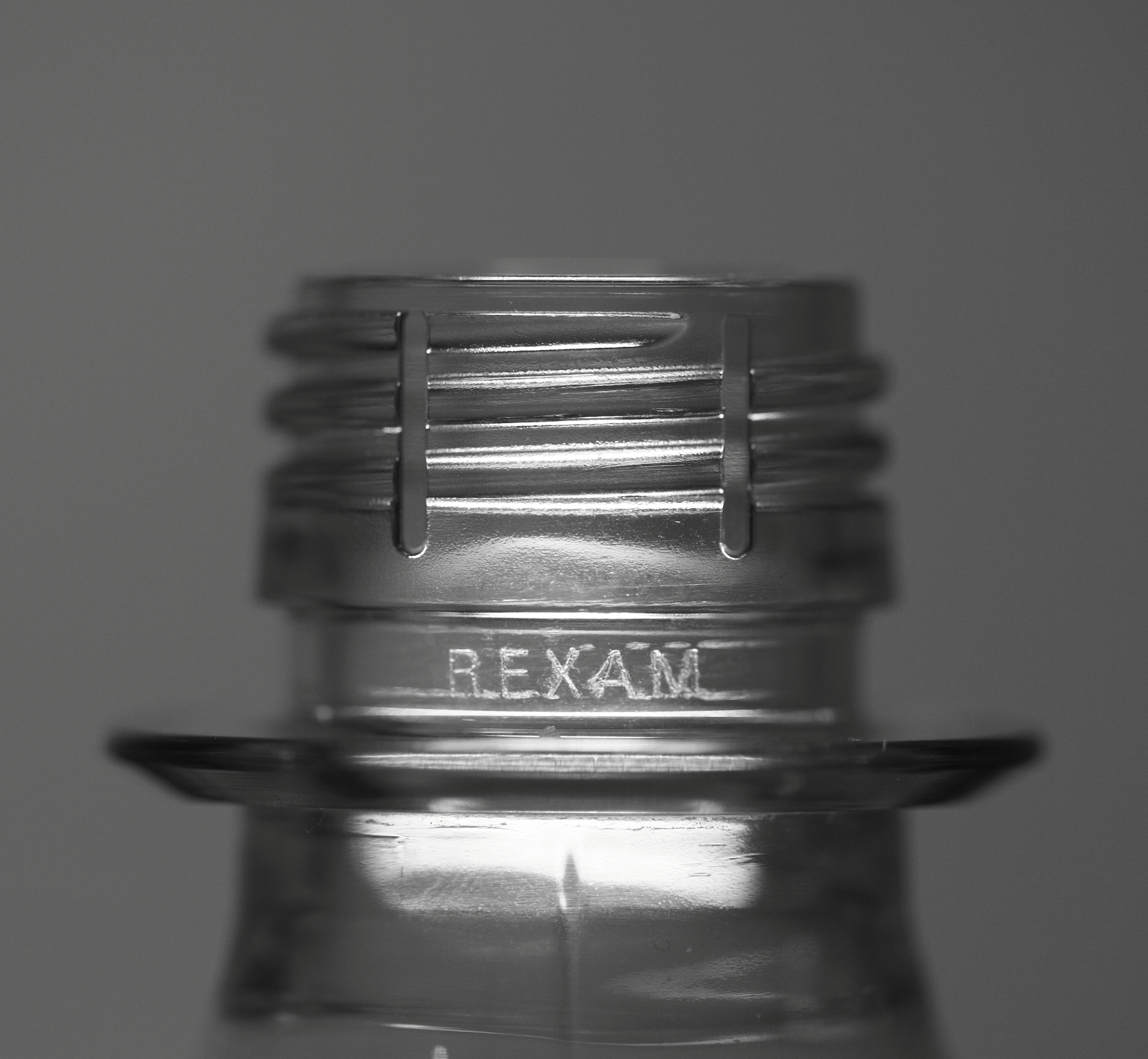
Le logo de l’entreprise sur le col d'une bouteille

Rexam PLC est leader dans le domaine des emballages en plastique et de la production de canettes de boissons. Le siège de cette entreprise se trouve à Londres (Royaume-Uni)

## Historique
Elle a été fondée par William Vanisittart Bowater en 1881 à Londres. En 1923, son fils, Eric, a recentré les activités vers la fabrication de papier sous le nom Bowater Paper Mills. 
En 1995, elle fut renommée Rexam, une abréviation du nom d'une des filiales de l'entreprise, Regal paper et les activités ont de nouveau été recentrées, cette fois-ci vers l'emballage domestique.
En 2007, Owens-Illinois vend ses activités dans les plastiques spéciaux à Rexam.
En février 2015, Ball Corporation acquiert Rexam pour 6,9 milliards de dollars.
Le titre (code REX) est retiré de cotation LSE le 29 juin 2016.